# Vuelta a Andalucía 2023
La Vuelta a Andalucía 2023, ufficialmente Vuelta a Andalucía Ruta del Sol, sessantanovesima edizione della corsa e valevole come sesta prova dell'UCI ProSeries 2023 categoria 2.Pro, si svolse in cinque tappe dal 15 al 19 febbraio 2023, su un percorso di 844 km, con partenza da Puente de Génave e arrivo a Alhaurín de la Torre, nella comunità autonoma dell'Andalucía in Spagna. La vittoria fu appannaggio dello sloveno Tadej Pogačar, il quale completò il percorso in 21h05'02", alla media di 41,264 km/h, precedendo lo spagnolo Mikel Landa ed il colombiano Santiago Buitrago.
Sul traguardo di Alhaurín de la Torre 93 ciclisti, su 119 partiti da Puente de Génave, portarono a termine la competizione.

## Tappe
| Tappa  | Data        | Percorso                                   | km    | Vincitore di tappa | Leader cl. generale |
| ------ | ----------- | ------------------------------------------ | ----- | ------------------ | ------------------- |
| 1ª     | 15 febbraio | Puente de Génave > Santiago de la Espada   | 179   | Tadej Pogačar      | Tadej Pogačar       |
| 2ª     | 16 febbraio | Diezma > Alcalá la Real                    | 156,1 | Tadej Pogačar      | Tadej Pogačar       |
| 3ª     | 17 febbraio | Alcalá de Guadaíra > Alcalá de los Gazules | 160,4 | Tim Wellens        | Tadej Pogačar       |
| 4ª     | 18 febbraio | Olvera > Iznájar                           | 164,2 | Tadej Pogačar      | Tadej Pogačar       |
| 5ª     | 19 febbraio | Otura > Alhaurín de la Torre               | 184,3 | Omar Fraile        | Tadej Pogačar       |
| Totale | Totale      | Totale                                     | 844   |                    |                     |

## Squadre e corridori partecipanti
| N.    | Cod. | Squadra                  |
| ----- | ---- | ------------------------ |
| 1-7   | TBV  | Bahrain Victorious       |
| 11-17 | AST  | Astana Qazaqstan Team    |
| 21-27 | IGD  | Ineos Grenadiers         |
| 31-37 | MOV  | Movistar Team            |
| 41-47 | UAD  | UAE Team Emirates        |
| 51-57 | JAY  | Team Jayco AlUla         |
| 61-67 | ADC  | Alpecin-Deceuninck       |
| 71-77 | IWG  | Intermarché-Circus-Wanty |
| 81-87 | CJR  | Caja Rural-Seguros RGA   |

| N.      | Cod. | Squadra                  |
| ------- | ---- | ------------------------ |
| 91-97   | EOK  | Eolo-Kometa Cycling Team |
| 101-107 | LTD  | Lotto Dstny              |
| 111-117 | IPT  | Israel-Premier Tech      |
| 121-127 | EKP  | Equipo Kern Pharma       |
| 131-137 | EUS  | Euskaltel-Euskadi        |
| 141-147 | TEN  | TotalEnergies            |
| 151-157 | BBH  | Burgos-BH                |
| 161-167 | TFB  | Team Flanders-Baloise    |

## Dettagli delle tappe

### 1ª tappa
- 15 febbraio: Puente de Génave > Santiago de la Espada – 179 km

Risultati
| Pos. | Corridore        | Squadra | Tempo    |
| ---- | ---------------- | ------- | -------- |
| 1    | Tadej Pogačar    | UAE     | 5h04'19" |
| 2    | Mikel Landa      | Bahrain | a 38"    |
| 3    | Carlos Rodríguez | Ineos   | s.t.     |

| Pos. | Corridore        | Squadra | Tempo    |
| ---- | ---------------- | ------- | -------- |
| 1    | Tadej Pogačar    | UAE     | 5h04'19" |
| 2    | Mikel Landa      | Bahrain | a 38"    |
| 3    | Carlos Rodríguez | Ineos   | s.t.     |

### 2ª tappa
- 16 febbraio: Diezma > Alcalá la Real – 156,1 km

Risultati
| Pos. | Corridore         | Squadra  | Tempo    |
| ---- | ----------------- | -------- | -------- |
| 1    | Tadej Pogačar     | UAE      | 3h40'10" |
| 2    | Enric Mas         | Movistar | a 4"     |
| 3    | Santiago Buitrago | Bahrain  | s.t.     |

| Pos. | Corridore         | Squadra | Tempo    |
| ---- | ----------------- | ------- | -------- |
| 1    | Tadej Pogačar     | UAE     | 8h44'19" |
| 2    | Santiago Buitrago | Bahrain | a 48"    |
| 3    | Mikel Landa       | Bahrain | a 52"    |

### 3ª tappa
- 17 febbraio: Alcalá de Guadaíra > Alcalá de los Gazules – 160,4 km

Risultati
| Pos. | Corridore           | Squadra       | Tempo    |
| ---- | ------------------- | ------------- | -------- |
| 1    | Tim Wellens         | UAE           | 3h47'12" |
| 2    | Pierre Latour       | TotalEnergies | a 14"    |
| 3    | Samuele Battistella | Astana        | a 15"    |

| Pos. | Corridore         | Squadra | Tempo     |
| ---- | ----------------- | ------- | --------- |
| 1    | Tadej Pogačar     | UAE     | 12h35'57" |
| 2    | Santiago Buitrago | Bahrain | a 48"     |
| 3    | Mikel Landa       | Bahrain | a 52"     |

### 4ª tappa
- 18 febbraio: Olvera > Iznájar – 164,2 km

Risultati
| Pos. | Corridore     | Squadra     | Tempo    |
| ---- | ------------- | ----------- | -------- |
| 1    | Tadej Pogačar | UAE         | 4h01'11" |
| 2    | Enric Mas     | Movistar    | a 3"     |
| 3    | Lorenzo Rota  | Intermarché | a 9"     |

| Pos. | Corridore         | Squadra | Tempo     |
| ---- | ----------------- | ------- | --------- |
| 1    | Tadej Pogačar     | UAE     | 16h36'58" |
| 2    | Mikel Landa       | Bahrain | a 1'14"   |
| 3    | Santiago Buitrago | Bahrain | a 1'19"   |

### 5ª tappa
- 19 febbraio: Otura > Alhaurín de la Torre – 184,3 km

Risultati
| Pos. | Corridore        | Squadra | Tempo    |
| ---- | ---------------- | ------- | -------- |
| 1    | Omar Fraile      | Ineos   | 4h27'59" |
| 2    | Alessandro Covi  | UAE     | s.t"     |
| 3    | Andrea Pasqualon | Bahrain | s.t"     |

| Pos. | Corridore         | Squadra | Tempo     |
| ---- | ----------------- | ------- | --------- |
| 1    | Tadej Pogačar     | UAE     | 21h04'57" |
| 2    | Mikel Landa       | Bahrain | a 1'23"   |
| 3    | Santiago Buitrago | Bahrain | a 1'28"   |

## Evoluzione delle classifiche
| Tappa              | Vincitore          | Classifica generale Maglia gialla | Classifica a punti Maglia verde | Classifica scalatori Maglia a pois | Classifica traguardi volanti Maglia blu | Classifica a squadre |
| ------------------ | ------------------ | --------------------------------- | ------------------------------- | ---------------------------------- | --------------------------------------- | -------------------- |
| 1ª                 | Tadej Pogačar      | Tadej Pogačar                     | Tadej Pogačar                   | Gotzon Martín                      | Aaron Van Poucke                        | Bahrain Victorious   |
| 2ª                 | Tadej Pogačar      | Tadej Pogačar                     | Tadej Pogačar                   | Gotzon Martín                      | Aaron Van Poucke                        | Bahrain Victorious   |
| 3ª                 | Tim Wellens        | Tadej Pogačar                     | Tadej Pogačar                   | Gotzon Martín                      | Aaron Van Poucke                        | Ineos Grenadiers     |
| 4ª                 | Tadej Pogačar      | Tadej Pogačar                     | Tadej Pogačar                   | Gotzon Martín                      | Aaron Van Poucke                        | Ineos Grenadiers     |
| 5ª                 | Omar Fraile        | Tadej Pogačar                     | Tadej Pogačar                   | Gotzon Martín                      | Aaron Van Poucke                        | Ineos Grenadiers     |
| Classifiche finali | Classifiche finali | Tadej Pogačar                     | Tadej Pogačar                   | Gotzon Martín                      | Aaron Van Poucke                        | Ineos Grenadiers     |

Maglie indossate da altri ciclisti in caso di due o più maglie vinte
- Dalla 2ª alla 5ª tappa Mikel Landa ha indossato la maglia verde al posto di Tadej Pogačar.

## Classifiche finali

### Classifica generale - Maglia gialla
| Pos. | Corridore         | Squadra     | Tempo     |
| ---- | ----------------- | ----------- | --------- |
| 1    | Tadej Pogačar     | UAE         | 21h05'02" |
| 2    | Mikel Landa       | Bahrain     | a 1'18"   |
| 3    | Santiago Buitrago | Bahrain     | a 1'23"   |
| 4    | Carlos Rodríguez  | Ineos       | a 1'39"   |
| 5    | Enric Mas         | Movistar    | a 2'02"   |
| 6    | T. Geoghegan Hart | Ineos       | a 2'47"   |
| 7    | Damiano Caruso    | Bahrain     | a 3'05"   |
| 8    | Lorenzo Rota      | Intermarché | a 3'23"   |
| 9    | Andreas Kron      | Lotto       | a 3'40"   |
| 10   | Pavel Sivakov     | Ineos       | a 3'57"   |

### Classifica a punti - Maglia verde
| Pos. | Corridore         | Squadra  | Punti |
| ---- | ----------------- | -------- | ----- |
| 1    | Tadej Pogačar     | UAE      | 77    |
| 2    | Mikel Landa       | Bahrain  | 48    |
| 3    | Enric Mas         | Movistar | 48    |
| 4    | Santiago Buitrago | Bahrain  | 42    |
| 5    | Carlos Rodríguez  | Ineos    | 34    |

### Classifica scalatori - Maglia a pois
| Pos. | Corridore      | Squadra   | Punti |
| ---- | -------------- | --------- | ----- |
| 1    | Gotzon Martín  | Euskaltel | 26    |
| 2    | Álex Martín    | Eolo      | 18    |
| 3    | Dries De Bondt | Alpecin   | 16    |
| 4    | Tadej Pogačar  | UAE       | 15    |
| 5    | Clément Alleno | Burgos-BH | 10    |

### Classifica traguardi volanti - Maglia blu
| Pos. | Corridore           | Squadra       | Punti |
| ---- | ------------------- | ------------- | ----- |
| 1    | Aaron Van Poucke    | Flanders      | 9     |
| 2    | Vincent Van Hemelen | Flanders      | 3     |
| 3    | E. Boasson Hagen    | TotalEnergies | 3     |
| 4    | Álex Martín         | Eolo          | 3     |
| 5    | Dries Van Gestel    | TotalEnergies | 2     |

### Classifica a squadre
| Pos. | Squadra            | Tempo     |
| ---- | ------------------ | --------- |
| 1    | Ineos Grenadiers   | 63h15'54" |
| 2    | Bahrain Victorious | a 43"     |
| 3    | UAE Team Emirates  | a 9'57"   |
| 4    | Movistar Team      | a 14'41"  |
| 5    | Team Jayco AlUla   | a 19'59"  |